# Proclamation d'indépendance du Tibet
Lire en ligne

Texte

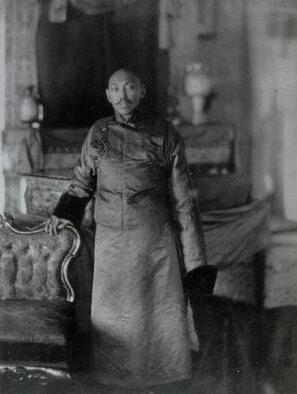
Le 13e dalaï-lama en exil en Inde en 1910

Le 8e jour du 1er mois de l'année tibétaine, le 14 février 1913 du calendrier grégorien, à Lhassa, le 13e dalaï-lama fit une déclaration publique en cinq points considérée par le gouvernement tibétain en exil comme une proclamation d'indépendance du Tibet.

## Contexte
Les troupes et les autorités officielles chinoises avaient été expulsées du Tibet en 1912 à la suite de l'effondrement de l'empire mandchou le 12 février 1912. 
En 1912, à la suite d'une lettre du président provisoire République de Chine Yuan Shikai souhaitant restaurer le rôle du 13e dalaï-lama, celui-ci répondit qu'il ne demandait aucun titre du gouvernement chinois car il entendait exercer son pouvoir spirituel et temporel au Tibet,. Cette lettre est depuis lors considérée comme une déclaration officielle d'indépendance par le  gouvernement tibétain en exil, mais est rejetée par le gouvernement chinois,,. 
Selon l’historien russe Alexander Andreyev, le 13edalaï-lama est ensuite rentré au Tibet et a exercé une autorité politique qui n'avait pas été vue depuis le règne du 5e dalaï-lama. Au cours de l’été 1912, il rencontra Agvan Dorjiev à Phari-Dzong, et ce dernier l’accompagna ensuite au monastère de Samding, avant son retour à Lhassa. En janvier 1913, le Tibet et la Mongolie signèrent un traité bilatéral à Urga, reconnaissant mutuellement leur indépendance vis-à-vis de la Chine.
Selon Charles Bell, le Kashag et le 13e dalaï-lama n'ont pas reconnu cet accord,.
Des recherches récentes dans les archives russes indiquent que dans un rapport d'Ivan Korostovets (ru), le plénipotentiaire russe à Ourga, la capitale mongole, l'initiative du traité est attribuée par Agvan Dorjiev au 13e dalaï-lama.

## Texte
Moi, le Dalaï Lama, le plus omniscient détenteur de la foi bouddhiste, dont le titre fut conféré selon les ordres du seigneur Bouddha de la glorieuse terre de l’Inde, je vous parle ainsi:
Je m’adresse à toute la population tibétaine. Le seigneur Bouddha, du glorieux pays de l’Inde, a prophétisé que les réincarnations d’Avalokiteshvara, à travers une succession de dirigeants à partir des premiers rois de la religion jusqu’à aujourd’hui, veilleraient au bien-être du Tibet.
Du temps de Gengis Khan et d’Altan Khan, des Mongols, de la dynastie Ming des Chinois et de la dynastie Qing des Mandchous, le Tibet et la Chine ont coopéré sur la base de la relation prêtre et protecteur. Il y a quelques années, les autorités chinoises au Sichuan et au Yunnan se sont efforcées de coloniser notre pays. Elles amenèrent un grand nombre de troupes à l’intérieur du Tibet sous le prétexte d’assurer la police du commerce. Par conséquent, j’ai quitté Lhassa avec mes ministres pour la frontière indo-tibétaine, dans l'espoir de clarifier à l'empereur mandchou par télégraphe que la relation existant entre le Tibet et la Chine avait été celle de prêtre et protecteur, qu’elle n’avait pas été fondée sur la subordination de l’un à l’autre. Il n’y avait d’autre choix pour moi que de franchir la frontière, car les troupes chinoises me suivaient avec l’intention de me prendre mort ou vif.
A mon arrivée en Inde, j’ai envoyé plusieurs télégrammes à l’empereur mais sa réponse à mes demandes fut retardée par des fonctionnaires corrompus à Pékin. Pendant ce temps, l’empire mandchou s’est effondré. Les Tibétains furent encouragés à expulser les Chinois du Tibet central. De même, je revenais sans dommage vers mon pays légitime et sacré, et maintenant je suis en train de chasser les restes des troupes chinoises du Do Kham au Tibet Oriental. Maintenant, l’intention chinoise de coloniser le Tibet, grâce à la relation prêtre et protecteur, s’est évanouie comme un arc en ciel dans l’espace. Ayant une fois encore pour nous une période de bonheur et de paix, j’assigne dorénavant à chacun d’entre vous les devoirs suivants à accomplir sans la moindre négligence :
1. La paix et le bonheur dans le monde ne peuvent être maintenus qu’en sauvegardant le bouddhisme. Ainsi, il est essentiel de sauvegarder toutes les institutions bouddhiques du Tibet, tels les sanctuaires de Jokhang et de Ramoché, Samyé et Tradoug au Tibet méridional …
2. Les différentes écoles bouddhistes au Tibet doivent être gardées dans leurs formes pures et distinctes. Il faut enseigner, apprendre et méditer le bouddhisme de façon adéquat. À l’exception de certaines personnes désignées, l’administration des monastères est interdite de commerce, de prêts d’argent, de toute affaire liée au cheptel et/ou à l’assujettissement de sujets d’autrui.
3. Lors de  la perception d’impôts ou lorsqu’ils traitent avec les citoyens, les fonctionnaires civils et militaires du gouvernement tibétain doivent accomplir leurs devoirs de manière équitable et honnête, pour le bénéficie du gouvernement, sans nuire aux intérêts des sujets-citoyens. Quelques-uns des officiels du gouvernement en poste au Ngari Korsoum au Tibet occidental, et au Do Kham au Tibet oriental, contraignent leurs sujets-citoyens à acheter les marchandises à un prix élevé et ont imposé des droits de transport excédant la limite autorisée par le gouvernement. Des maisons, des propriétés et des terres appartenant à leurs sujets-citoyens ont été confisquées sous le prétexte d’entorses mineures faites à la loi. Divers châtiments physiques sont bannis : ainsi, l’amputation de membres était pratiquée en guise de punition. Dorénavant, des traitements aussi  sévères sont interdits.
4. Le Tibet est un pays riche en ressources naturelles, mais n’est pas aussi avancé scientifiquement que d’autres pays. Nous sommes une petite nation religieuse et indépendante. Pour demeurer dans la course, il nous faut défendre notre pays. En regard des invasions étrangères passées, notre peuple peut avoir à faire face à certaines difficultés dont il ne doit pas faire cas. Afin de sauvegarder et de maintenir l’indépendance de notre pays, tout un chacun doit travailler dur. Nos sujets-citoyens résidant à proximité des frontières doivent être en alerte et tenir le gouvernement informé de tout développement suspect par des messagers spéciaux. Nos sujets ne doivent pas créer d’affrontements majeurs à cause d’incidents mineurs.
5. Bien que faiblement peuplé, le Tibet est un grand pays (en superficie). Certains fonctionnaires et propriétaires fonciers font jalousement obstruction à d’autres désireux de développer des terres vacantes, même si eux n’en font pas autant. Ceux qui manifestent pareilles intentions sont les ennemis de l’État et de notre progrès. À partir de maintenant, nul n’a le droit de faire obstacle à quiconque souhaite cultiver des terres vacantes. Les impôts fonciers ne seront pas collectés avant que trois ans auront passé, après quoi le cultivateur terrien aura à payer des impôts au gouvernement et au seigneur tenancier tous les ans, en proportion du fermage. La terre appartiendra au cultivateur.
Vos devoirs vis-à-vis du gouvernement et du peuple auront été accomplis quand vous aurez exécuté tout ce que j’ai dit ici. Cette missive doit être affichée et proclamée dans chaque district du Tibet, et une copie doit être gardée dans les registres des bureaux de chaque district.
Palais du Potala,
Sceau du Dalaï Lama

## Analyses
Pour la tibétologue Françoise Robin, le 13e dalaï-lama proclame la rupture des liens de suzerain à vassal qu'entretenaient la Chine mandchoue et le Tibet, du fait qu'une république chinoise avait remplacé le régime dynastique bouddhique des Mandchous . 
Pour l'écrivain britannique Patrick French, le 13e dalaï-lama « fit l'équivalent d'une déclaration d'indépendance, disant que l'intention des Chinois de coloniser le Tibet dans le cadre d'une relation prêtre-protecteur s'est évanouie comme un arc-en-ciel dans les nuées. ». 
Pour l'historien américain Melvyn C. Goldstein, si les Tibétains considèrent cette proclamation et la réponse à Yuan Shih-k'ai comme étant des déclarations d'indépendance, elles n'en sont pas exactement une au sens où on l'entend dans l'Occident contemporain mais elles indiquent clairement le désir de liberté du dalaï-lama ainsi que son intention de régner sur le Tibet sans titres chinois ni ingérence extérieure chinoise.
Pour Alfred P. Rubin, un expert américain en droit international, la déclaration d'indépendance du Tibet, loin d'être une déclaration politico-juridique, est simplement l'affirmation par le 13e dalaï-lama que la relation prêtre-protecteur (mchod-yon) entre les dalaï-lamas et les empereurs chinois s'était éteinte du fait de la fin de l'empire. Il affirme qu'elle n'a été publiée pour la première fois qu'en 1967, dans le livre de l'ancien ministre tibétain W. D. Shakabpa, Tibet: A Political History. Il doute que l'on puisse considérer le document comme une proclamation non ambigüe adressée à la Chine et au monde. L'avocat américain David A. McCabe a réfuté le point de vue de Rubin, soulignant que plusieurs dossiers du ministère britannique des Affaires étrangères déclarent que le Tibet a déclaré son indépendance, comme le rapport de synthèse d'Henry McMahon sur la convention de Simla en 1915. Les remarques d'ouverture des représentants tibétains à la convention de Simla ont également déclaré que le Tibet est un pays indépendant.
Le politologue indien Angadipuram Appadorai considère la déclaration d'indépendance du Tibet en 1912 comme ayant « une validité juridique en droit international similaire à celle de la déclaration de la Bulgarie de 1908 mettant fin à la suzeraineté turque sur la Bulgarie. » ,
Pour Laurent Deshayes, le dalaï-lama s'adresse à tous les Tibétains, de l'Amdo au Ngari Korsum, c'est-à-dire au Tibet ethnique et culturel, et non pas à une « nation », car les populations vivant sur les marges du plateau tibétain sont très hétérogènes.

## Célébration depuis le centenaire
Le 13 février 2013, l'association Étudiants pour un Tibet libre célèbre le centenaire de la proclamation . Depuis, le 13 février est célébré comme la Journée de l'indépendance du Tibet par cette association ainsi que le Congrès de la jeunesse tibétaine,.